# اچ‌ام‌ای‌اس کادرانت (جی۱۱)
اچ‌ام‌ای‌اس کادرانت (جی۱۱) (به انگلیسی: HMAS Quadrant (G11)) یک کشتی بود که طول آن ۳۵۸ فوت ۳ اینچ (۱۰۹٫۱۹ متر) بود. این کشتی در سال ۱۹۴۲ ساخته شد.